# Abram Gannibal
Abram Petrovitj Gannibal, född 1696, död 14 maj 1781 i Sankt Petersburg, var en rysk militäringenjör, general och adelsman. Kidnappad och förslavad som barn gavs han i gåva till kejsar Peter den Store, som frigav honom och lät honom växa upp i sitt hushåll som sin gudson.